# Martin Bouquet
Martin Bouquet (Amiens, 6 agosto 1685 – Parigi, 6 aprile 1754) è stato un monaco cristiano, storico, filologo ed erudito francese della congregazione benedettina di San Mauro.

## Biografia e opere
Nato ad Amiens, il 6 agosto 1685, da ragazzo decise di entrare nel clero secolare. Successivamente, tuttavia, desiderando non esporre la sua anima ai pericoli del mondo, decise di farsi benedettino. La Congregazione di S. Mauro era allora al culmine del suo sviluppo. Bouquet prese i voti nel monastero di S. Faron, a Meaux, il 16 agosto 1706.
Poco dopo la sua ordinazione sacerdotale, i suoi superiori lo nominarono bibliotecario nel monastero di Saint-Germain-des-Prés che a quel tempo possedeva una biblioteca di 60.000 libri e 8.000 manoscritti. Buon grecista, Bouquet fu di grande aiuto al suo confratello Bernard de Montfaucon, nella sua edizione delle opere di San Giovanni Crisostomo. Lui stesso stava preparando una nuova edizione dello storico ebreo Flavio Giuseppe, ed era già arrivato a buon punto nel suo lavoro quando seppe che lo scrittore olandese, Sigebert Havercamp stava lavorando a una nuova edizione dello stesso autore. Mandò immediatamente tutto il materiale che aveva raccolto a Havercamp, che lo utilizzò per la sua edizione. La più grande opera di Bouquet, tuttavia, è la sua collezione di storici della Gallia e della Francia, intitolata Recueil des historiens des Gaules et de la France (1738-1752).
Tentativi di raccogliere le fonti della storia francese erano stati fatti in varie occasioni. Pierre Pithou aveva raccolto molto materiale e André Duchesne aveva iniziato un'opera intitolata Historiæ Francorum Scriptores, che avrebbe dovuto essere pubblicata in ventiquattro volumi, ma morì prima di finire il quinto volume. Jean-Baptiste Colbert desiderava che il lavoro di Duchesne continuasse a spese dello Stato, ma morì nel 1683 senza trovare uno storico in grado di completare l'opera. Nel 1717 Henri François d'Aguesseau, che era allora cancelliere, affidò al benedettino Edmond Martène, la stesura di un nuovo piano per l'opera. Il progetto fu accettato e l'incarico di portarlo a compimento fu affidato all'oratoriano Jacques Lelong, che aveva appena terminato la sua Bibliothèque historique de la France. Lelong aveva appena iniziato il lavoro quando morì nel 1721.
La Congregazione di San Mauro, allora incaricò Bouquet dell'impresa. Poiché i cinque volumi di Duchesne erano diventati rari, Bouquet iniziò un'opera completamente nuova. I primi due volumi erano già pronti per la stampa nel 1729, ma la loro pubblicazione fu ritardata. Alcuni monaci della Congregazione di San Mauro si rifiutarono di sottomettersi alla Bolla Unigenitus Dei Filius diretta contro Pasquier Quesnel. Bouquet si sottomise dopo qualche esitazione. Quando, tuttavia, il cardinale Henri-Pons de Thiard de Bissy impose ai monaci di Saint-Germain-des-Prés di firmare una formula di sottomissione elaborata da lui stesso, Bouquet e altri sette rifiutarono di firmarla perché De Bissy, essendo semplicemente abate in commendam di Saint-Germain-des-Prés, non aveva giurisdizione spirituale sui monaci. Bouquet fu esiliato nel monastero di Saint-Jean, a Laon, ma nel 1735 D'Aguesseau e altre persone influenti riuscirono a farlo richiamare ad Argenteuil, e successivamente a Blancs-Manteaux, dove poté più facilmente sovrintendere alla pubblicazione del suo lavoro. Pubblicò otto volumi tra il 1738 e il 1752. La maggior parte del materiale per il nono volume era pronta quando Bouquet morì nel monastero di Blancs-Manteaux, a Parigi, il 6 aprile 1754, dopo aver ricevuto gli ultimi riti della Chiesa.
Gli otto volumi pubblicati comprendono le fonti della storia della Francia dalle origini fino all'anno 987. Il lavoro venne continuato da altri membri della Congregazione di San Mauro nel seguente ordine: voll. IX-X, pubblicati dai fratelli, Jean e Charles Audiquier; vol. XI, da Housseau, Précieux e Poirier; voll. XII-XIII, da Clément e Brial; voll. XIV-XVIII, da Brial. I restanti cinque volumi furono pubblicati dall'Académie des inscriptions et belles-lettres che completò l'opera nel 1876. Una nuova edizione in venticinque volumi, realizzata da Léopold Victor Delisle, membro dell'Académie des inscriptions, si è fermata al ventiquattresimo volume.